# Centro Esportivo Ourinhos
O Ourinhos Basquete é um clube de basquetebol brasileiro, sediado em Ourinhos, interior de São Paulo. O time foi fundado no ano 1995 e conquistou 5 títulos brasileiros de basquete, sendo o maior campeão nacional da história do basquete feminino. Sedia seus jogos no ginásio José Maria Paschoalick (Monstrinho).

## Títulos

### Internacionais
★ Campeonato Sul-Americano: 1 vez (2009)

### Nacionais
★ Campeonato Brasileiro: 5 vezes (2004, 2005, 2006, 2007 e 2008)

### Estaduais
★ Campeonato Paulista: 7 vezes (2000, 2002, 2004, 2005, 2006, 2007 e 2009)